# Nascimento e Silva
Nascimento e Silva foi uma dupla brasileira de temática religiosa, formada pelos cantores e irmãos Tuca Nascimento e Onésimo Silva, na primeira metade dos anos 90.
De carreira curta, a dupla produziu dois discos, Razão Para Viver (1993) e Canto de Vitória (1994). Em 1994, Onésimo Silva seria morto, vítima de uma bala perdida. Por conta do fato, a dupla foi desfeita e Tuca seguiu como cantor solo, formando, posteriormente, outra dupla com o cantor Marcelo Nascimento, chamada Irmãos Nascimento.
Em 2015, o disco Razão Para Viver foi considerado, por vários historiadores, músicos e jornalistas, como o 56º maior álbum da música cristã brasileira, em uma publicação.

## Discografia
- 1991: Pro Céu
- 1993: Razão para Viver
- 1994: Canto de Vitória